# Pink Venom
„Pink Venom” – singel południowokoreańskiej grupy Blackpink, wydany 19 sierpnia 2022 roku przez wytwórnię YG Entertainment i Interscope Records. Promował album Born Pink.
Singel odniósł komercyjny sukces i przez dwa tygodnie zajmował pierwsze miejsce na liście Billboard Global 200. W Korei Południowej utwór znalazł się na szczycie listy Billboard  South Korea Songs i zajął drugie miejsce na liście Circle Digital Chart. Stała się pierwszą piosenką k-popowej grupy, która znalazła się na szczycie australijskiej listy ARIA Singles Chart i znalazła się na szczycie list przebojów w Hongkongu, Indiach, Indonezji, Malezji, Filipinach, Singapurze, Tajwanie i Wietnamie. Teledysk został wyreżyserowany przez Seo Hyun-seung i wydany na kanale YouTube Blackpink. W ciągu 24 godzin uzyskał 90,4 miliona wyświetleń, co jest największym 24-godzinnym debiutem teledysku w 2022 roku.

## Lista utworów
| CD | CD           | CD                 | CD                     | CD              | CD      |
| Nr | Tytuł utworu | Tekst              | Kompozycja             | Aranżacja       | Długość |
| -- | ------------ | ------------------ | ---------------------- | --------------- | ------- |
| 1. | „Pink Venom” | Teddy, Danny Chung | Teddy, R. Tee, 24, Ido | 24, R. Tee, Ido | 3:06    |

## Notowania
| Lista                                    | Najwyższa pozycja |
| ---------------------------------------- | ----------------- |
| South Korea (Circle)                     | 2                 |
| South Korea (Billboard)                  | 1                 |
| Argentina (Argentina Hot 100)            | 32                |
| Australia (ARIA)                         | 1                 |
| Austria (Ö3 Austria Top 40)              | 28                |
| Brazil (Billboard)                       | 18                |
| Canada (Canadian Hot 100)                | 4                 |
| Croatia (Billboard)                      | 10                |
| Czech Republic (Singles Digitál Top 100) | 51                |
| Finland Airplay (Radiosoittolista)       | 54                |
| France (SNEP)                            | 44                |
| Germany (Official German Charts)         | 32                |
| Global 200 (Billboard)                   | 1                 |
| Greece International (IFPI)              | 9                 |
| Hong Kong (Billboard)                    | 1                 |
| Hungary (Single Top 40)                  | 5                 |
| India (IMI)                              | 1                 |
| Indonesia (Billboard)                    | 1                 |
| Ireland (IRMA)                           | 23                |
| Italy (FIMI)                             | 94                |
| Japan (Japan Hot 100)                    | 10                |
| Japan Combined Singles (Oricon)          | 16                |
| Lithuania (AGATA)                        | 11                |
| Luxembourg (Billboard)                   | 21                |
| Malaysia (Billboard)                     | 1                 |
| Mexico (Billboard)                       | 21                |
| Netherlands (Single Tip)                 | 2                 |
| New Zealand (Recorded Music NZ)          | 9                 |
| Philippines (Billboard)                  | 1                 |
| Peru (Billboard)                         | 13                |
| Portugal (AFP)                           | 26                |
| Romania (Billboard)                      | 16                |
| Singapore (RIAS)                         | 1                 |
| South Africa (RISA)                      | 38                |
| Spain (PROMUSICAE)                       | 75                |
| Sweden Heatseeker (Sverigetopplistan)    | 1                 |
| Switzerland (Schweizer Hitparade)        | 41                |
| Taiwan (Billboard)                       | 1                 |
| Turkey (Billboard)                       | 11                |
| UK Singles (OCC)                         | 22                |
| US Billboard Hot 100                     | 22                |
| US Mainstream Top 40 (Billboard)         | 32                |
| US World Digital Song Sales (Billboard)  | 1                 |
| Vietnam (Vietnam Hot 100)                | 1                 |

## Nagrody w programach muzycznych
| Program               | Data             | Źródło |
| --------------------- | ---------------- | ------ |
| Show Champion (MBC M) | 24 sierpnia 2022 | [ 38 ] |
| M Countdown (Mnet)    | 25 sierpnia 2022 | [ 39 ] |
| M Countdown (Mnet)    | 1 września 2022  | [ 40 ] |
| M Countdown (Mnet)    | 8 września 2022  | [ 41 ] |
| Inkigayo (SBS)        | 4 września 2022  | [ 42 ] |
| Inkigayo (SBS)        | 18 września 2022 | [ 43 ] |
| Inkigayo (SBS)        | 25 września 2022 | [ 44 ] |

## Sprzedaż i Certyfikaty
| Kraj                  | Sprzedaż    | Certyfikat | Źródło |
| --------------------- | ----------- | ---------- | ------ |
| Australia (ARIA)      | 35 000+     | Złoty      | [ 45 ] |
| Kanada (Music Canada) | 80 000+     | Platynowy  | [ 46 ] |
| Streaming             |             |            |        |
| Japonia (RIAJ)        | 50 000 000+ | Złoty      | [ 47 ] |